# 1803 au Canada

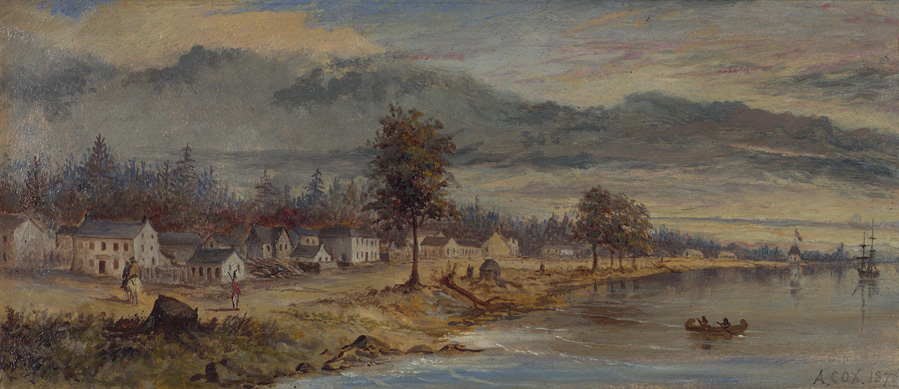
Ville de Toronto en 1803

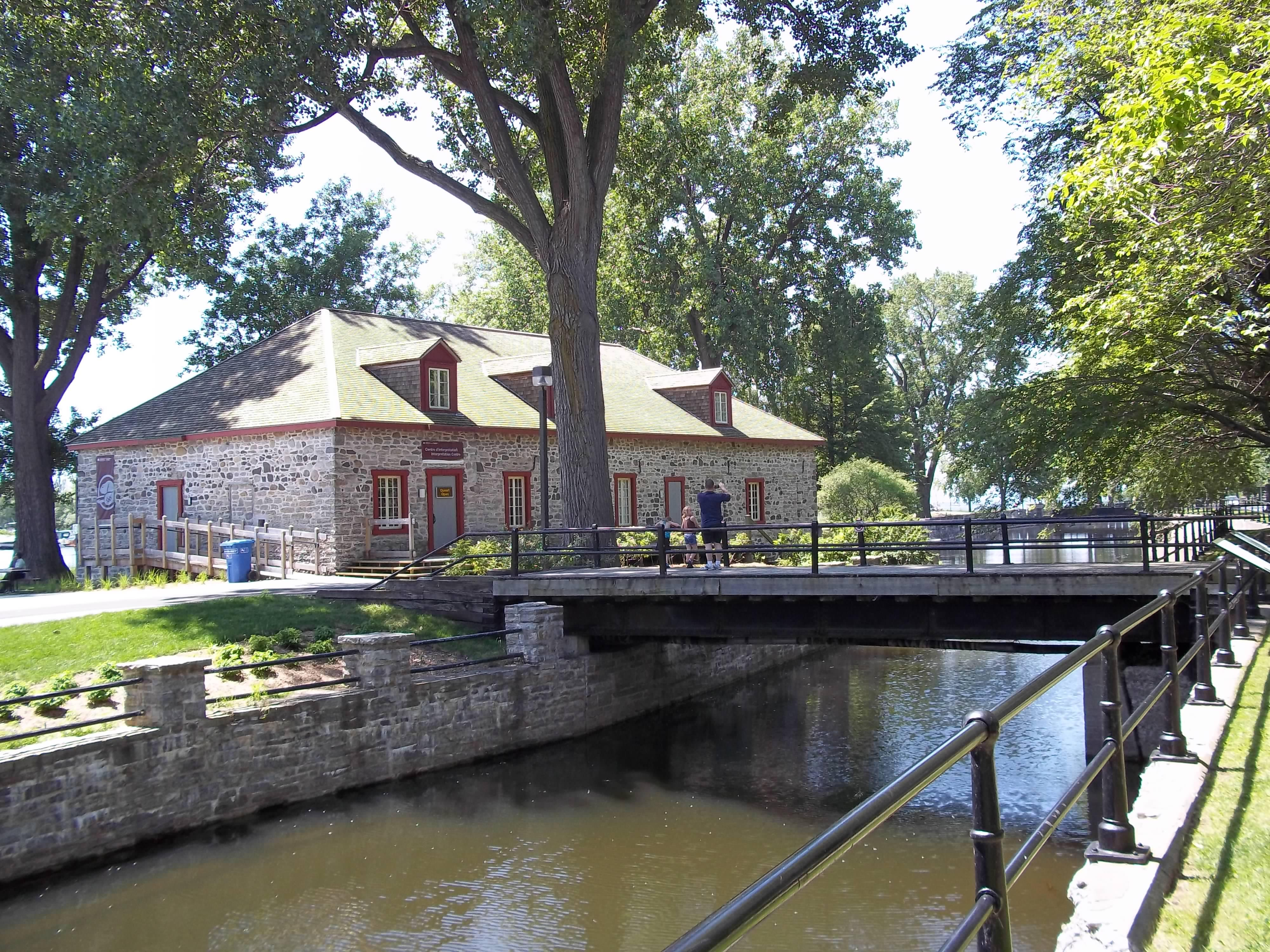
Entrepôt de Lachine près de Montréal construit en 1803

Pour un article plus général, voir Chronologie du Canada.
Cet article traite des événements qui se sont produits durant l'année 1803 au Canada.

## Événements
- 6 juin : incendie du château de Vaudreuil à Montréal.
- 4 octobre : Fondation du séminaire de Nicolet.
- Fondation du Régiment canadien d'infanterie d'escrimeur à Montréal.
- La Compagnie du Nord-Ouest établit un poste près du site de Fort Caministigoyan à l'ouest du lac Supérieur qui sera renommé Fort William et qui deviendra la ville de Thunder Bay en Ontario. Elle construit un entrepôt à Lachine pour la réception des fourrures.
- Thomas Douglas connu plus tard comme Lord Selkirk établit des colons écossais à Belfast à Île-du-Prince-Édouard. Celui-ci va contribuer à établir d'autres colons écossais en différents lieux au Canada.

## Naissances
- John Kinder Labatt, brasseur et fondateur de la brasserie Labatt Brewing Company.
- 22 avril : Georges-Antoine Belcourt, prêtre missionnaire.
- 7 juillet : Thomas Storrow Brown, patriote.
- 15 août : James Douglas, gouverneur en Colombie Britannique.
- 13 octobre : Augustin-Norbert Morin, premier ministre du Canada-Uni.
- 24 novembre : Jean Baptiste Mongenais, politicien.
- 27 décembre : François-Marie-Thomas Chevalier de Lorimier, notaire et chef patriote.
- Francis Fulford, premier évêque anglican de Montréal.

## Décès
- 5 février : Moses Hazen, officier militaire d'un régiment canadien ayant combattu pour la cause américaine.
- 11 avril : Jean-François Hamtramck, canadien ayant rejoint la révolution américaine.